# ヘンダーソン郡 (イリノイ州)
ヘンダーソン郡（英: Henderson County）は、アメリカ合衆国イリノイ州の西部に位置する郡である。2010年国勢調査での人口は7,331人であり、2000年の8,213人から10.7％減少した。郡庁所在地はオクォーカ村（人口1,371人）であり、同郡で人口最大の自治体でもある。
ヘンダーソン郡アイオワ州に跨るバーリントン小都市圏に属している。

## 歴史
ヘンダーソン郡は1841年にウォーレン郡から分離して設立された。郡名はケンタッキー州ヘンダーソン郡に因むものであり、ケンタッキー州の郡は1775年頃に後にケンタッキー州となる地域を組織化しようとしたトランシルベニア会社の設立者リチャード・ヘンダーソンに因んで名付けられていた。

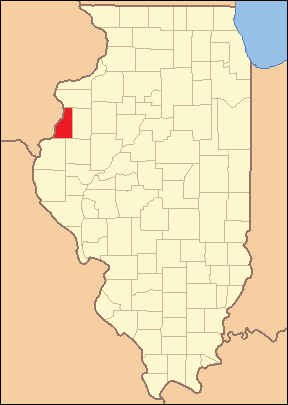
1841年創設時の郡領域、現在まで変わっていない

## 地理
アメリカ合衆国国勢調査局に拠れば、郡域全面積は395.22平方マイル (1,023.6 km2)であり、このうち陸地378.87平方マイル (981.3 km2)、水域は16.35平方マイル (42.3 km2)で水域率は4.14％である。

### 主要高規格道路
- アメリカ国道34号線
- イリノイ州道94号線
- イリノイ州道96号線
- イリノイ州道116号線
- イリノイ州道164号線

### 隣接する郡
- マーサー郡 - 北
- ウォーレン郡 - 東
- マクドナウ郡 - 南東
- ハンコック郡 - 南
- リー郡 (アイオワ州), Iowa - 南西
- デモイン郡 (アイオワ州) - 西

## 気候と気象
近年、郡庁所在地であるオクォーカ村の平均気温は1月の15°F (-9 ℃) から7月の85°F (29 ℃) まで変化している。過去最低気温は1996年2月に記録された-26°F (-32 ℃) であり、過去最高気温は1983年8月に記録された105°F (41 ℃) である。月間降水量は1月の1.31インチ (33 mm) から7月の4.48インチ (114 mm) まで変化している。

## 人口動態

2000人口ピラミッド

以下は2000年国勢調査による人口統計データである。
| 基礎データ - 人口: 8,213人 - 世帯数: 3,365 世帯 - 家族数: 2,375 家族 - 人口密度: 8人/km2（22人/mi2） - 住居数: 4,126軒 - 住居密度: 4軒/km2（11軒/mi2） 人種別人口構成 - 白人: 98.50% - アフリカン・アメリカン: 0.26% - ネイティブ・アメリカン: 0.11% - アジア人: 0.10% - 太平洋諸島系: 0.04% - その他の人種: 0.18% - 混血: 0.82% - ヒスパニック・ラテン系: 0.88% 先祖による構成 - ドイツ系：24.7％ - アメリカ人：23.5％ - イギリス系：13.2％ - アイルランド系：13.2％ - スウェーデン系：6.0％ 言語による構成 - 英語：98.2％ - スペイン語：1.4％ | 年齢別人口構成 - 18歳未満: 23.1% - 18-24歳: 7.5% - 25-44歳: 26.2% - 45-64歳: 26.5% - 65歳以上: 16.7% - 年齢の中央値: 41歳 - 性比（女性100人あたり男性の人口） - 総人口: 97.7 - 18歳以上: 97.7 世帯と家族（対世帯数） - 18歳未満の子供がいる: 28.6% - 結婚・同居している夫婦: 59.6% - 未婚・離婚・死別女性が世帯主: 7.1% - 非家族世帯: 29.4% - 単身世帯: 25.3% - 65歳以上の老人1人暮らし: 12.4% - 平均構成人数 - 世帯: 2.42人 - 家族: 2.88人 収入と家計 - 収入の中央値 - 世帯: 36,405米ドル - 家族: 42,400米ドル - 性別 - 男性: 31,239米ドル - 女性: 21,100米ドル - 人口1人あたり収入: 17,456米ドル - 貧困線以下 - 対人口: 9.5% - 対家族数: 6.1% - 18歳未満: 12.8% - 65歳以上: 9.8% |

## 郡区
ヘンダーソン郡は下記11の郡区に分割されている。
| - ボールドブラフ - ビッグスビル - カーマン - グラッドストーン - ロマックス - メディア | - オクォーカ - ラリタン - ロゼッタ - ストロングハースト - テレオート |

## 都市と町
- ビッグスビル
- ダラスシティ - 大半はハンコック郡
- グラッドストーン
- ガルフポート
- ロマックス
- メディア
- オクォーカ - 郡庁所在地
- ラリタン
- ストロングハースト

## 未編入の町
- カーマン
- カーシージレイク
- デコラ
- ホッパー
- オリーナ
- ショココン
- テレオート